# 最高財務責任者
最高財務責任者（さいこうざいむせきにんしゃ、chief financial officer、略語: CFO）とは、アメリカ合衆国内の法人において理事会（法人が会社の場合は取締役会）の指揮の下で法人の財務に関する業務執行を統括する役員、執行役員または執行役の名称、もしくは最高財務責任者として選任された人物のことである。
CFOの代わりに会計役または財務担当副理事長又は副社長を置く法人もある。英国においては財務担当役員が同様の職務を行う。また、最高財務責任者は企業に限らず、フロリダ州政府の州財務官の名称としても使われる。

## 概要
最高財務責任者（CFO）は、最高経営責任者（CEO）や最高執行責任者（COO）と同様に、アメリカ合衆国内における法人の役員で、一般に理事会（法人が会社の場合は取締役会）によって選任されるが、定款の定めにより、社員総会（法人が株式会社の場合は株主総会）で選任する場合もある。理事会または取締役会はいつでもCFOを解任することができるとされる。
CFOの職務は理事会または取締役会による指揮およびCEOによる統括の下で、法人 の財務に関する業務執行を統括し、会計、予算、信用取引、保険、税、及び資金を含むすべての財務に関する職務に責任を負うとされる。
米国法律協会 による「企業統治の原則：分析と勧告」 において、法人の最高財務責任者 は主要上級執行役員 に分類されている。
米国法に置ける最高財務責任者という役職は、日本の会社では、財務部長・財務本部長とほぼ同じ意味である。キャッシュ・フローや投資の管理、経営計画策定における数値的裏付けの作成と管理など、業務範囲は多岐にわたり、CEO・COOの「片腕」ともいうべき存在である。また、理事会又は取締役会の構成員である場合が多い。
法人と第三者との資金の授受に関する責任の所在を明確にするため、カリフォルニア州のように最高財務責任者（非営利法人などでは、会計役もしくは最高財務責任者またはその両方）を置かなければならないと法人法典（会社法を包含する）で定めている州もある。米国で伝統的に法人の役員 とされる会計役が兼任することが多く、カリフォルニア州のように、基本定款 または付属定款 に別段の定めがない限り、最高財務責任者を置かない場合は、会計役が最高財務責任者となると定める州もある。一方、法人を設立した国や州によっては役員の名称に規定がないため会計役を置かないでCFOを置く場合がある。また、法人によってはCFOの統括の下に会計役と経理部長 を置く場合もある。なお、現在の日本では法的にCFOを定義する法律は存在せず、CEO等と同様に会社の内部的職制の名称でしかない。
日本国内での非日本系の企業で日本法人が中小規模の場合、実際には経理、総務等の管理部門全体をとりまとめる最高総務責任者（CAO）の職にある者が、対外的なわかりやすさを優先してCFOを名乗る場合もある。また、外資系企業においては米国公認会計士（CPA）あるいは公認会計士、あるいは経営学修士（MBA）などの資格を持ち、会計事務所での勤務経験がある人物が外部から招聘されてこの職に就くことが多いが、日本企業では経理部門・財務部門からの内部昇格によって就任することが多い。